# Práticas funerárias romanas
As práticas funerárias romanas incluem os rituais religiosos dos romanos antigos sobre funerais, cremações e enterros. Faziam parte do "mos maiorum" ("costume dos ancestrais"), o código não escrito do qual os romanos derivavam suas normas sociais. Os cemitérios romanos estavam localizados fora do limite simbólicos de suas cidades ("pomerium").